# Břetislav Olšer
Břetislav Olšer (21. ledna 1947 Hovězí – 9. června 2022) byl novinář a publicista.

## Život
Narodil se roku 1947 v Hovězí u Vsetína. Od roku 1976 byl postupně novinářem v Ostravském večerníku, v ČTK, a poté až do roku 1997 v dalších periodikách v Ostravě. Následně se stal nezávislým publicistou, spisovatelem, scenáristou a fotoreportérem.
Jako novinář hodně cestoval, reportáže doplňoval vlastními fotografiemi. Napsal řadu publicistických scénářů pro televizi i rozhlas.
Psal knihy i verše. Za knihu z valašského prostředí Koně pro Františka Holčáka aneb (Ne)čas mezi taxisy (2000) získal v roce 2001 Cenu E. E. Kische za výjimečná díla literatury faktu. Z Valašska jsou také jeho dva televizní filmy Aby dřevo promluvilo (o karlovickém řezbáři Michalu Žitníkovi) a Zvonění pro zítřek (o zvonaři Josefu Tkadlecovi z Halenkova).